# Заводская (станция ГКЖД)
Заводска́я — железнодорожная станция Гайно-Кайской железной дороги, расположенная в посёлке Созимский Верхнекамском районе Кировской области. Осуществляет пассажирские и грузовые операции.

## История
В 1938 году на северо-востоке Кировской области на берегу реки Малый Созим началось строительство целлюлозного завода. Одновременно с ним поблизости начал расти и жилой посёлок. Строительство завода велось в непосредственной близости от железной дороги Верхнекамская — Лесная, которая положила начало Гайно-Кайской железной дороге. В связи с близким расположением к заводу открывшаяся на этой железнодорожной ветке станция получила название Заводская. Станцией Заводская до 1954 года называли посёлок, в котором она находилась.

## Описание
Станция расположена на 21 километре Гайно-Кайской железной дороги, на железнодорожной ветке Яр — Лесная в 200 км от узловой станции Яр.
Станция насчитывает 3 пути. Вблизи нечётной горловины железнодорожная линия проходит по мосту через реку Малый Созим, а затем пересекает автомобильную дорогу, соединяющую между собой северную и южную части посёлка Созимский. К чётной горловине станции примыкают подъездные пути к леспромхозу и Кайскому целлюлозному заводу.
До прекращения пассажирского сообщения вдоль юго-западной стороны станции располагалась боковая пассажирская платформа, рядом с которой стояло одноэтажное деревянное здание вокзала.

## Пригородное следование по станции
Регулярное пригородное сообщение со станцией Заводская отсутствует с 2010 года в связи с прекращением пассажирского движения на Гайно-Кайской железной дороге.

## Галерея

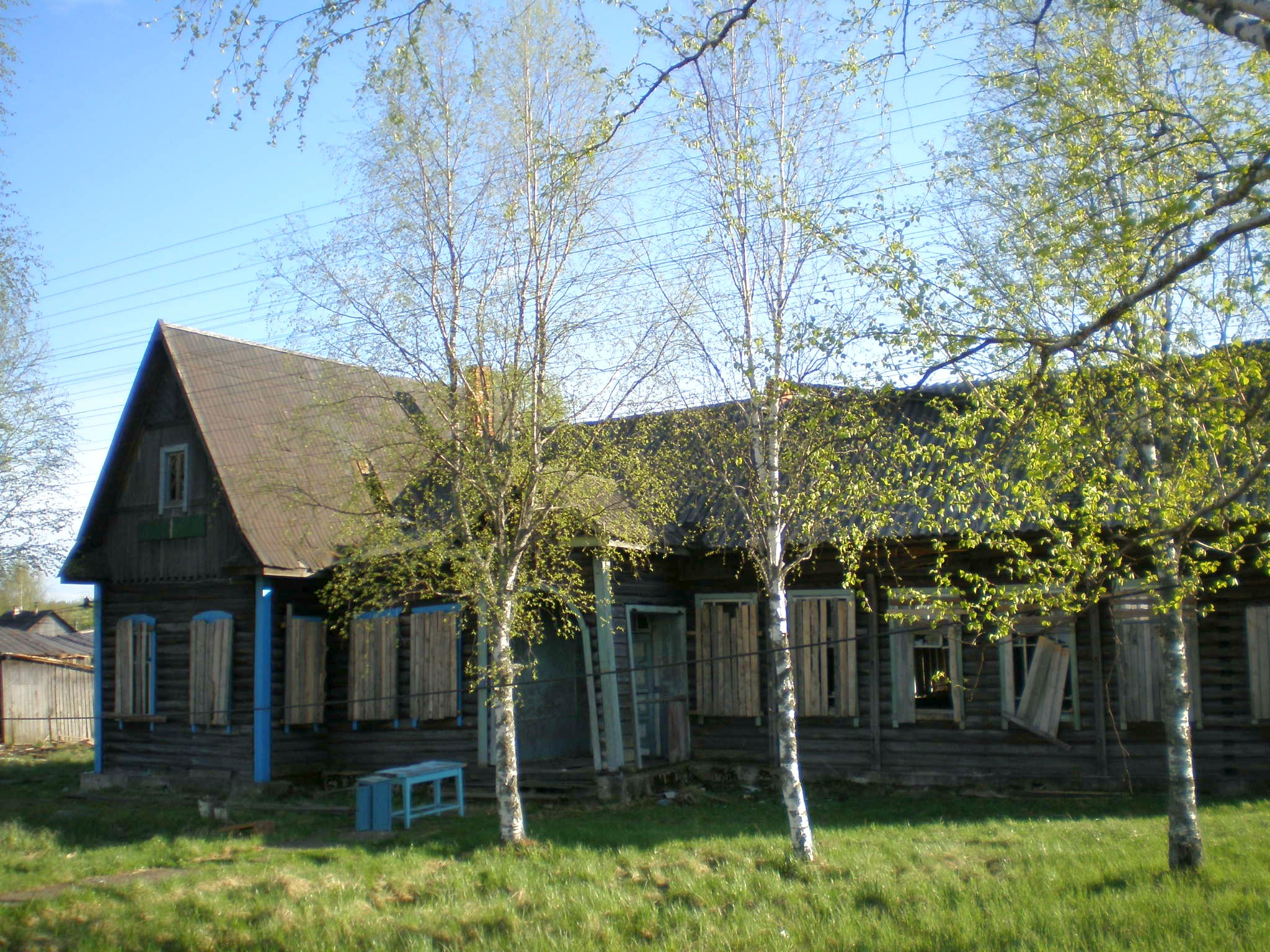
Вокзал станции перед сносом, 2008 год
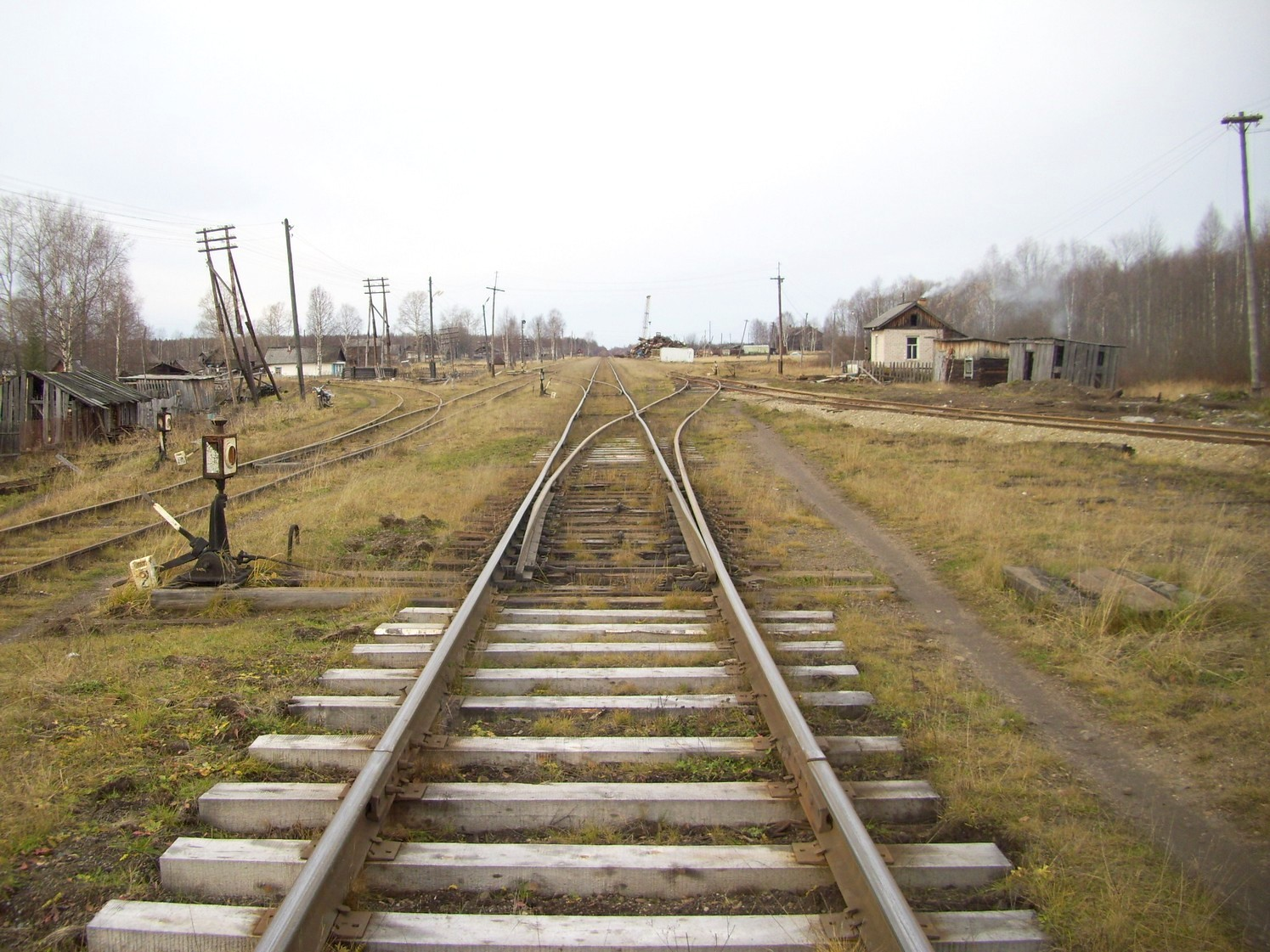
Чётная горловина станции. Вид в сторону Лесной
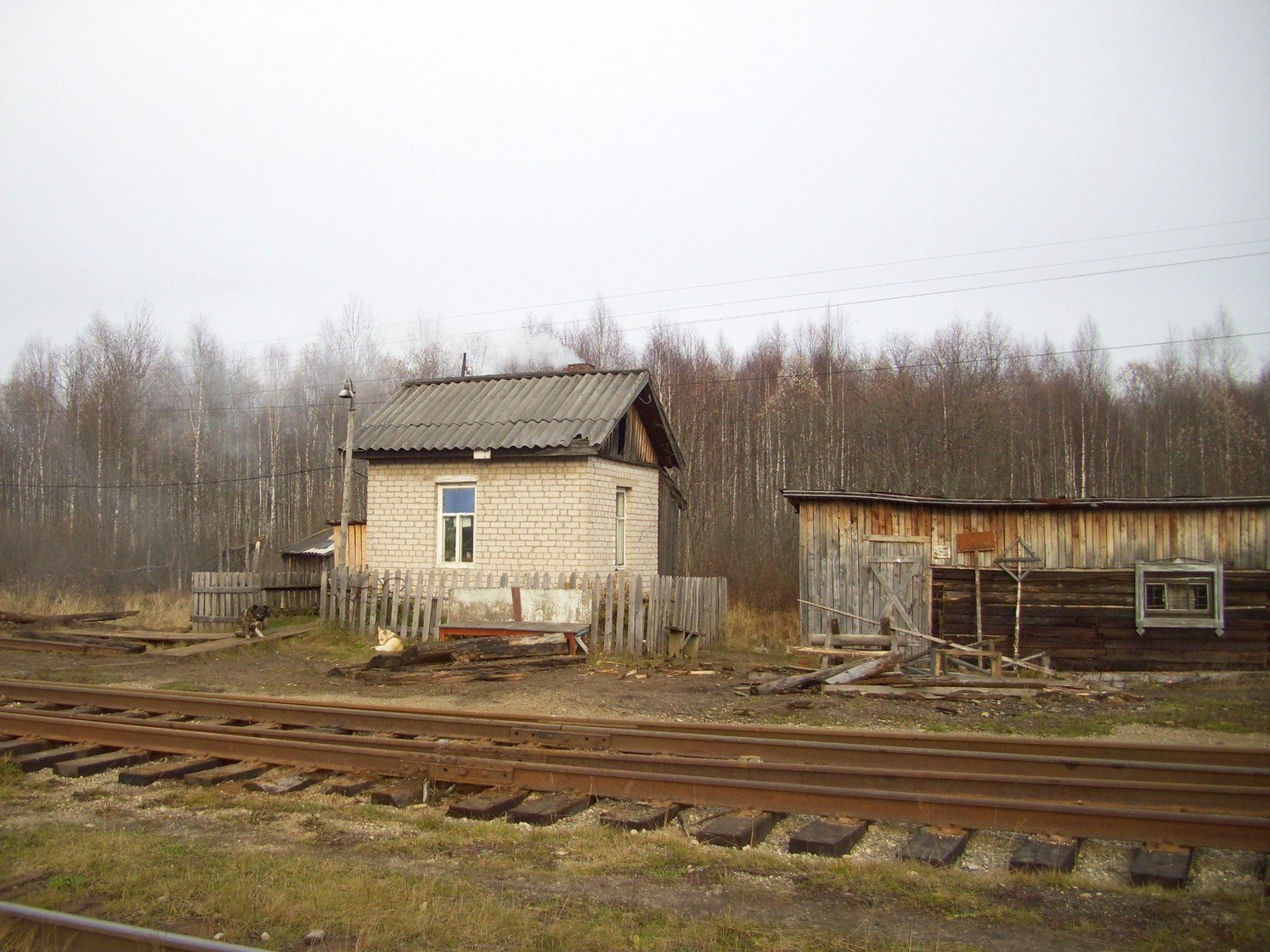
Стрелочный пост в чётной горловине, 2009 год
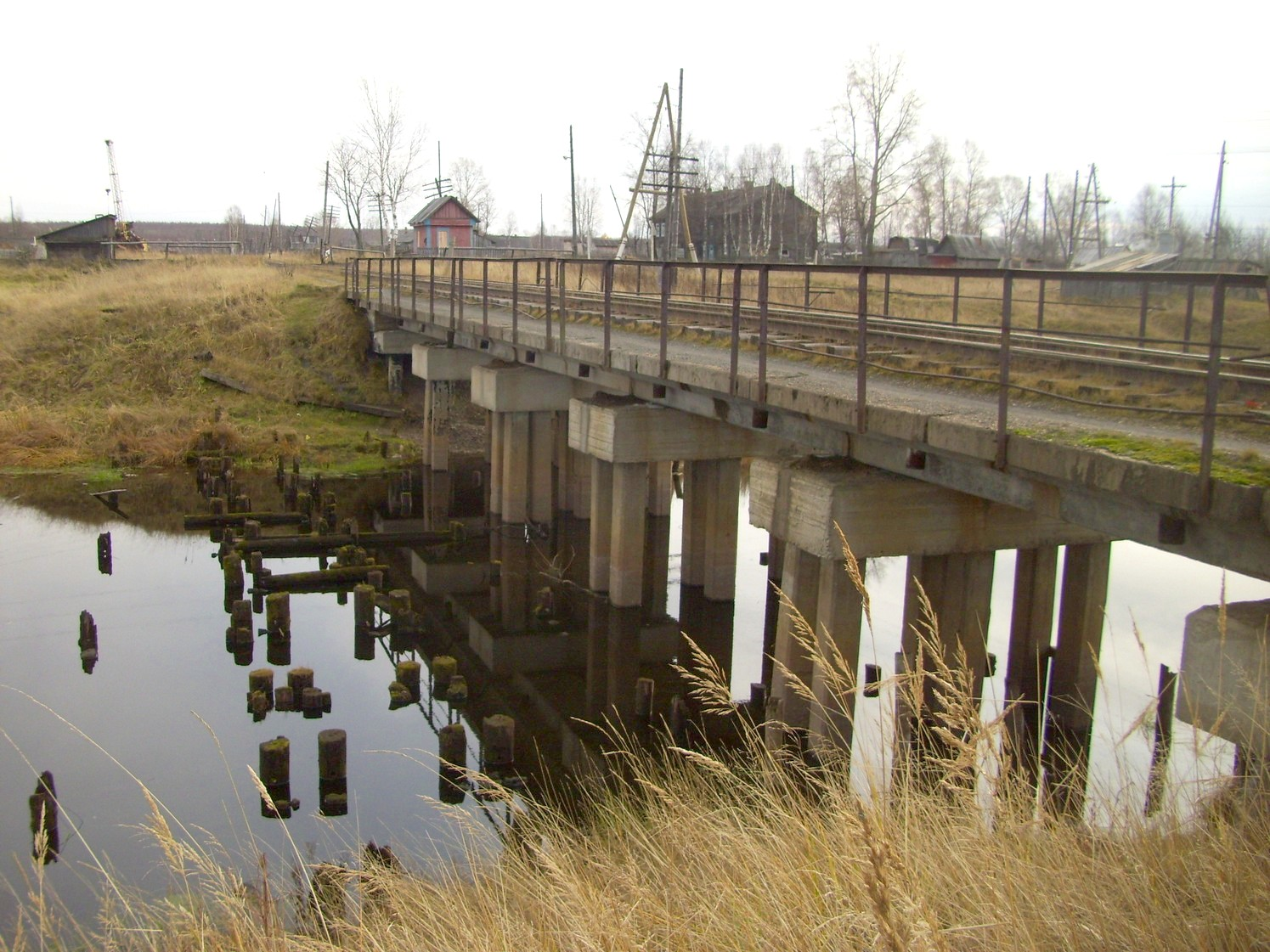
Железнодорожный мост на реке Малый Созим